# Liriomyza latipalpis
Liriomyza latipalpis este o specie de muște din genul Liriomyza, familia Agromyzidae, descrisă de Friedrich Georg Hendel în anul 1920.
Este endemică în Germania. Conform Catalogue of Life specia Liriomyza latipalpis nu are subspecii cunoscute.